# Peroryctes
Genre
Peroryctes est un genre de mammifères métathériens (c'est-à-dire qui portent leurs petits dans une poche externe).

## Liste des espèces
- Peroryctes broadbenti (Ramsay, 1879) — Bandicoot géant
- Peroryctes raffrayana  (Milne-Edwards, 1878) — Bandicoot de Raffray